# Лєпін Євген В'ячеславович
Євген В'ячеславович Лєпін — старший сержант окремого загону спеціального призначення НГУ «Азов» Національної гвардії України, учасник російсько-української війни, що загинув у ході російського вторгнення в Україну в 2022 році.

## Життєпис
Євген Лєпін народився 1985 року в Маріуполі на Донецької області. Здобув спеціальність інженера, закінчивши Кременчуцький льотний коледж Національного авіаційного університету. Працював за фахом. Після обстрілу району «Східний» в Маріуполі з «Градів» у 2015 році в ході війни на Сході України пішов на військову службу до полку «Азов». Військову службу весь цей час проходив у складі окремого загону спеціального призначення НГУ «Азов» Національної гвардії України. В середині лютого 2022 року в нього закінчувався контракт і його мали перевести на службу до Києва. Однак, з початком російського вторгнення в Україну все кардинально змінилося і він повернувся до Маріуполя. З 18 березня активні бойові дії перекинулися з міста на «Азовсталь», територію якого контролювали українські вояки. На металургійному комбінаті разом з іншими бійцями був і Євген Лєпін із позивним «Ліпа». Загинув Євген Лєпін 15 квітня 2022 року на «Азовсталі» в результаті інтенсивних авіабомбардуваннь ЗС РФ. Тіло Євгена привезли до Києва 6 червня. Але через бюрократичну тяганину загиблого ще досі не поховали. Довго триває процедура упізнання та оформлення документів в Національній поліції Україні та патронатній службі.

## Родина
У загиблого залишилася мама Наталія та дружина Ольга з якою вони познайомилися в Ірпіні на Київщині на початку січня 2021 року, одружилися 25 вересня того ж року в Маріуполі на Донеччині.

## Нагороди
- Орден «За мужність» III ступеня (2022, посмертно) — за особисту мужність і самовіддані дії, виявлені у захисті державного суверенітету та територіальної цілісності України, вірність військовій присязі [3].